# Mały Młyn w Stargardzie
Mały Młyn w Stargardzie (ul. Gdańska 5).
Jest to dwupiętrowy budynek z czerwonej cegły zbudowany w 1894 roku przez Stargardzki Rolniczy Związek Kupców i Sprzedawców, w miejscu spalonego starszego młyna. Od 1889 roku stanowił własność rodziny Karowów. W międzywojniu jego produktywność wynosiła 20 ton na dobę. Młyn zasilany był wodą z przekopanego kanału Krąpieli.
Młyn pracował do 1999 roku, gdy został zakupiony przez prywatnego właściciela i zaadaptowany na potrzeby hotelu.